# Ukrán filmművészet

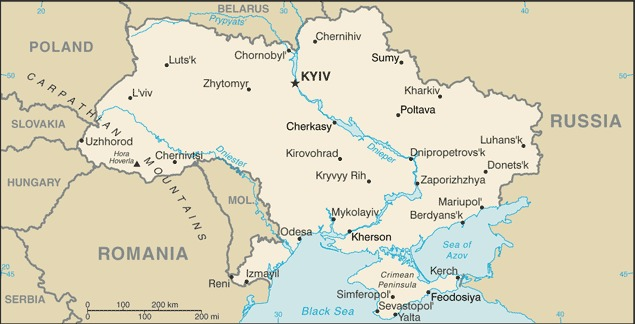
Ukrajna politikai térképe

Ukrajna nagy hatással volt a mozi történetére. A kiemelkedő ukrán rendezők közé tartozik Olekszandr Dovzsenko, Dziga Vertov és Szerhij Paradzsanov. Dovzsenkót gyakran az egyik legfontosabb korai szovjet filmesként emlegetik, valamint a szovjet montázselmélet úttörőjeként és a Dovzsenko Filmstúdió megalapítójaként. 1927-ben Dziga Vertov Moszkvából Ukrajnába költözött. A VUFKU filmstúdióban több dokumentumfilmet készített, köztük a Tizenegyedik év, az  Ember a felvevőgéppel és az első hangos ukrán dokumentumfilm, a Lelkesedés (A Donbasz szimfóniája). Paradzhanov örmény filmrendező és művész volt, aki jelentős mértékben hozzájárult az ukrán, örmény és grúz filmművészethez; feltalálta saját filmes stílusát, az ukrán költői filmet, amely tökéletes ellentéte volt a szocialista realizmus vezérelveivel.
További fontos rendezők: Kira Muratova, Larysa Shepitko, Szerhij Bondarcsuk, Leonyid Bykov, Jurij Illienko, Leonyid Oszika, Vjacseszlav Krisztofovics, Roman Balajan, Szergij Maszlobojcsikov, Ihor Podolcsak és Maryna Vroda.
Számos ukrán származású színész ért el nemzetközi hírnevet és kritikai sikereket, köztük Vira Kholodna, Bohdan Stupka, Szergej Makovetszkij, Mike Mazurki, Natalie Wood, Danny Kaye, Jack Palance, Milla Jovovich, Olga Kurilenko és Mila Kunis. Ukrajnából érkező bevándorlók voltak Serge Gainsbourg, Leonard Nimoy, Vera Farmiga és Taissa Farmiga szülei, Steven Spielberg, Dustin Hoffman, Sylvester Stallone, Kirk Douglas, Leonardo DiCaprio, Winona Ryder, Whoopi Goldberg, Edward Dmytryk, Lenny Kravitz és Zoë Kravitz, David Copperfield illuzionista és Bill Tytla animátor nagyszülei.
A fontos és sikeres produkciók története ellenére az ipart gyakran jellemezte az identitásáról, valamint az orosz és európai befolyás mértékéről szóló vita. Az ukrán producerek nemzetközi koprodukciókban vesznek részt, míg az ukrán színészek, rendezők és a stáb rendszeresen szerepelnek orosz (és korábban szovjet) filmekben. A sikeres filmek ukrán embereken, történeteken vagy eseményeken alapulnak, köztük a Patyomkin páncélos, az Ember a felvevőgéppel és a Minden meg van világítva.
Az Ukrán Állami Filmügynökség tulajdonosa a Olekszandr Dovzsenko Nemzeti Filmközpont, egy filmmásoló laboratórium és archívum, és részt vesz az Odesszai Nemzetközi Filmfesztivál lebonyolításában. Egy másik fesztivál, a kijevi Molodist az egyetlen, az Ukrán Állami Filmügynökség által akkreditált nemzetközi filmfesztivál Ukrajnában. A versenyprogramba a világ minden tájáról érkeznek diákfilmek, első rövidfilmek és első teljes játékfilmek. A fesztivál minden év októberében kerül megrendezésre.

## Fordítás
Ez a szócikk részben vagy egészben  a   Cinema of Ukraine című angol Wikipédia-szócikk fordításán alapul.  Az eredeti cikk szerkesztőit annak laptörténete sorolja fel. Ez a jelzés csupán a megfogalmazás eredetét és a szerzői jogokat jelzi, nem szolgál a cikkben szereplő információk forrásmegjelöléseként.